# 国家税务总局湖南省税务局
国家税务总局湖南省税务局是国家税务总局负责管理湖南省税收工作的垂直管理机构。

## 机构设置

### 内设机构
- 办公室
- 人事教育处
- 监察室
- 机关党委（思想政治工作处）
- 流转税处（国际税收管理处）
- 财产和行为税处
- 所得税处
- 规费处
- 征管和科技发展处（纳税服务处、发票管理处）
- 财务管理处
- 收入规划核算处
- 政策法规处
- 审计处
- 离退休人员管理服务处

### 直属事业单位
- 系统工资统发中心
- 机关后勤服务中心
- 信息中心[1]

### 直属机构
- 湖南省税务局直属局（大企业税收管理局）[1]

### 部门管理机构
- 湖南省税务稽查局（湖南省人民政府部门管理机构）